# Pteroneta
Pteroneta Deeleman-Reinhold, 2001 è un genere di ragni appartenente alla famiglia Clubionidae.

## Distribuzione
Il genere Pteroneta è presente in Asia meridionale e Australia.

## Tassonomia
Attualmente, a novembre 2020, il genere Pteroneta include le seguenti specie:
- Pteroneta baiteta Versteirt, Deeleman-Reinhold & Baert, 2008 - Nuova Guinea
- Pteroneta brevichela Versteirt, Deeleman-Reinhold & Baert, 2008 - Nuova Guinea
- Pteroneta longichela Versteirt, Deeleman-Reinhold & Baert, 2008 - Nuova Guinea
- Pteroneta madangiensis Versteirt, Deeleman-Reinhold & Baert, 2008 -Nuova Guinea
- Pteroneta saltans Deeleman-Reinhold, 2001[3] - Malaysia, Indonesia (Sulawesi, Piccole isole della Sonda, Borneo)
- Pteroneta spinosa Raven & Stumkat, 2002 - Australia (Queensland)
- Pteroneta tertia Deeleman-Reinhold, 2001 - Singapore, Indonesia (Sulawesi, Borneo)
- Pteroneta ultramarina (Ono, 1989) - Giappone (isole Ryukyu)